# 2023年8月環台軍事演練
2023年8月環台軍事演練是中華人民共和國因中華民國副總統賴清德訪美而採取的演習行動。
2023年4月，為回應中華民國總統蔡英文過境美國，中華人民共和國展開2023年4月環台軍事演練。8月17日中華民國副總統賴清德過境美國，中國人民解放軍又於8月24日至25日採取「海空聯合戰備警巡演練」。

## 過程
- 2023年8月19日，中國人民解放軍東部戰區在台灣北部、西南海空域開展聯合奪取海空制權、搜潛反潛等科目訓練，檢驗戰區部隊協同作戰和體系對抗能力。[1]截止19日13時，國防部工偵獲42架解放軍軍機出海活動，其中26架逾越中線、延伸線。[2]
- 2023年8月22日，福建海事局發布航行警告，表示8月24-25日7時至20時期間於4點範圍內進行實彈射擊，包含「A:25°16′38″N，119°28′30″E」「B:25°19′21″N，119°30′16″E」「C:25°25′29″N，119°18′10″E」「D:25°26′57″N，119°19′30″E」禁止駛入。[3]
- 8月25日，除了在既定演習區演練，解放軍亦在台灣海峽進行演習，中華民國國防部表示，一共偵獲22架次解放軍軍機及解放軍軍艦5艘在台海活動，其中13架次解放軍軍機進入應變區。[4]

## 反應

### 中华人民共和国
- 中国人民解放军：解放軍微博帳號「東部戰區」於8月19日發文，稱行動「是對『台獨』分裂勢力與外部勢力勾連挑釁的嚴重警告」。[5][6]

### 中华民国
- 陸委會：8月19日，陸委會強烈譴責中共以軍事挑釁，破壞區域和平穩定，認為演習徒增世人反感之外，不具任何意義。奉勸北京以務實與尊重的態度展開兩岸對話與交流，如此才能讓兩岸關係正向發展。[7]
- 總統府：8月19日，總統府發言人林聿禪指出，從中國大陸近日各種作為的跡象，這也是營造恐懼的介選手法，對於這種挑釁、造成區域不安的行徑，總統府表達嚴厲譴責。[8]
- 國防部：8月19日，國防部表示，對中國大陸此種不理性的挑釁行為，國防部表達強烈讉責，將依「國軍經常戰備時期突發狀況處置規定」派遣適切兵力應對，以實際行動守護自由民主，捍衛中華民國主權。 [9]
- 民主进步党
  - 民進黨8月19日發聲明表示，中共以賴清德過境做為藉口進行介選，不僅破壞兩岸關係，更無法被台灣人民認同，呼籲國內應不分朝野政黨一致團結對外，展現台灣人民的團結，勿為選舉或政治利益，做出配合中共認知作戰與對台恫嚇的行為。[10]
- 中国国民党
  - 國民黨主席朱立倫8月19日表示，兩岸是應透過交流及對話能和平，大家能相互往來，但這幾年是不斷惡性循環，造成台灣成為全世界公認最危險的地方，我們希望大家一起努力，最後能夠創造一個和平的環境，透過交流對話，兩岸和平是所有民眾的幸福。[11]
  - 總統參選人侯友宜8月19日表示，不樂見台海之間產生衝突，認為兩岸應在平等尊嚴下，開啟對話交流，相互取得信任。[12]
- 台湾民众党
  - 民眾黨主席兼總統參選人柯文哲8月19日表示，如果台灣一直往美國靠過去只有一個理由，「就是大陸一直把我們推過去」，這種軍演和騷擾對兩岸關係的改善沒有用處，中國還是要自己思考清楚應該怎麼做。[13]
- 时代力量
  - 時代力量發言人余佳蒨8月19日發表聲明表示，中國長期透過共機擾台、多次藉故發動軍演，此舉不僅傷害台海和平，更對區域安全造成威脅，時代力量呼籲朝野齊聲譴責中共惡霸行徑，對外明確表態，共同展現保衛台灣、捍衛民主自由的團結意志。不論中國如何進逼，台灣都不可能因此屈服，中國種種的恫嚇手段，只會再三提醒兩岸互不隸屬，更加堅定捍衛台灣主權，也會讓國際社會看清中國才是「區域和平的和平破壞者」、「徹頭徹尾的惡霸」。[14]
- 鴻海科技集團創辦人兼總統大選參選人郭台銘8月20日聲稱，媽祖是兩岸和平象徵，中共一邊要和平，卻一邊又說要攻打台灣，這無助於兩岸和平。[15]

### 美国
- 美國國務院發言人8月20日向媒體發表聲明表示，我們敦促北京停止對台灣的軍事、外交和經濟壓力，轉而與台灣進行有意義的對話；美國將繼續密切關注共軍的演習。[16]
- 美國在台協會（AIT）發言人8月20日表示，台海和平與穩定符合美國的長久利益，這對地區和全球的安全與繁榮至關重要；美方敦促北京停止對台灣的軍事、外交和經濟壓力，轉而與台灣進行有意義的對話；美國將繼續支持和平解決兩岸問題，這符合台灣人民的願望和最佳利益，美國將持續遵循以《台灣關係法》、美中三公報和六項保證為指導的一中政策。美方也將繼續密切關注演習情況。[17]

### 德国
- 德國外交部長貝爾伯克8月22日表示，任何單方面改變台海兩岸現狀，都不會被接受；如果還以脅迫或軍事手段這麼做，更是如此。[18]

## 脚注
1. ↑  習近平的官方頭銜為中共中央總書記、國家主席、中央軍委主席。中國共產黨奉行黨指揮槍原則，中央軍委主席自90年代後皆由中共中央總書記兼任，是為武装力量最高指揮官。根據中華人民共和國憲法的規定，國家主席職務僅為虛位元首，既沒有行政權力，亦非軍隊統帥。